# Culebra 1996
Culebra 1996 es el nombre de un EP perteneciente al grupo mexicano de hard rock Cuca, grabado y lanzado en el año de 1996.
Este se realizó después de que en 1996 Alfonso Fors (quien era el vocalista en aquel entonces) abandonara el grupo, fue entonces que José Fors anunció su regreso a las vocales delgrupo y decidió grabar dos temas del disco anterior La racha en donde Alfonso Fors grabó su voz,. Los temas elegidos fueron Toma y La balada, los cuales eran de los más escuchados en aquel entonces.

## Lista de canciones
1. «Toma»
2. «La balada»

- Datos: Q3007098